# Stiikove, Katerînopil
Stiikove (în ucraineană Стійкове) este o comună în raionul Katerînopil, regiunea Cerkasî, Ucraina, formată numai din satul de reședință.

## Demografie
Componența lingvistică a comunei Stiikove
     Ucraineană (98,79%)
     Alte limbi (1,21%)
Conform recensământului din 2001, majoritatea populației comunei Stiikove era vorbitoare de ucraineană (98,79%), existând în minoritate și vorbitori de alte limbi.